# Type rating
Een type rating is een vervolgopleiding na de geïntegreerde of modulaire vliegopleiding tot verkeersvlieger, waarbij men een airline transport pilot licence behaalt. Voor elk verkeerstoestel, bijvoorbeeld een Airbus A320 of een Boeing 737, moet men eerst een typebevoegdverklaring (type rating) voor het desbetreffende toestel behalen. De luchtvaartscholen die zijn erkend als Type Rating Training Organization (TRTO).
Een instrument rating is voor een type rating verplicht.